# Мартинес, Райан
Ра́йан Марти́нес (англ. Ryan Martinez; 27 августа 1987, Грили) — американский боец смешанного стиля, представитель тяжёлой весовой категории. Выступает на профессиональном уровне начиная с 2009 года, известен по участию в турнирах таких бойцовских организаций как Bellator MMA, ProElite, Fight to Win, участник десятого сезона гран-при Bellator тяжёлого веса и турнира Summer Series 2013 года.

## Биография
Райан Мартинес родился 27 августа 1987 года в городе Грили, штат Колорадо. Во время обучения в местной школе начал активно заниматься борьбой, имел значительные успехи, в частности считался одним из лучших борцов в Колорадо в своей возрастной группе, тогда как среди взрослых был третьим в зачёте национального первенства и дважды становился спортсменом всеамериканского уровня. Имел несколько предложений из высших учебных заведений, но в молодости у него возникли серьёзные проблемы с алкоголем и наркотиками, а в итоге он не закончил даже старшую школу. Был пойман с партией метамфетамина и обвинён в распространении наркотиков — провёл три с половиной года в тюрьме и два года на условно-досрочном освобождении. Освободившись из тюрьмы, пошёл работать на стройку монтажником металлоконструкций и начал тренироваться для участия в турнирах по ММА.
В 2009 году Мартинес выступал в смешанных единоборствах на любительском уровне, одержал четыре победы подряд, все досрочно в первых же раундах, не потерпев при этом ни одного поражения. Среди профессионалов дебютировал в январе 2010 года, подписав контракт с местным колорадским промоушеном Fight to Win — своего первого соперника  победил техническим нокаутом во втором раунде. Первое в карьере поражение потерпел летом того же года от Деррика Льюиса, будущего ветерана UFC. В течение двух последующих лет выступал в таких промоушенах как Fight to Win, ROF, ProElite — имел в послужном списке семь побед и только лишь одно поражение.
Благодаря череде удачных выступлений в 2012 году Райан Мартинес привлёк к себе внимание крупной американской организации Bellator MMA и подписал с ней долгосрочное соглашение. Тем не менее, начал выступать здесь с проигрыша — раздельным судейским решением проиграл Майку Весселю. Затем последовали две победы, решением большинства над Мэнни Ларой и нокаутом над Трэвисом Виуффом. В 2013 году принял участие в турнире-четвёрке Bellator под заголовком Summer Series, заменив здесь травмировавшегося бразильца Винисиуса Кейроса. На стадии полуфиналов взял верх над Ричардом Хейлом, но в финале потерпел поражение техническим нокаутом от россиянина Виталия Минакова, будущего чемпиона организации.
В 2014 году Мартинес стал участником десятого сезона гран-при тяжеловесов Bellator, где уже на стадии четвертьфиналов досрочно уступил соотечественнику Лавару Джонсону, известному по выступлениям в промоушенах Strikeforce и UFC. В том же году встречался с Ником Россборо и проиграл из-за травмы — в первом раунде порвал бицепс и не смог продолжить поединок.

## Статистика в профессиональном ММА
| Боёв 15  | Побед 10 | Поражений 5 |
| -------- | -------- | ----------- |
| Нокаутом | 5        | 4           |
| Сдачей   | 2        | 0           |
| Решением | 3        | 1           |

| Результат | Рекорд | Соперник          | Способ                        | Турнир                                         | Дата             | Раунд | Время | Место               | Примечание                                     |
| --------- | ------ | ----------------- | ----------------------------- | ---------------------------------------------- | ---------------- | ----- | ----- | ------------------- | ---------------------------------------------- |
| Поражение | 10–5   | Ник Россборо      | TKO (травма руки)             | Bellator 126                                   | 26 сентября 2014 | 1     | 5:00  | Финикс, США         | Мартинес порвал левый бицепс в первом раунде   |
| Поражение | 10–4   | Лавар Джонсон     | TKO (удары руками)            | Bellator 111                                   | 7 марта 2014     | 1     | 4:22  | Такервилл, США      | Четвертьфинал 10 сезона гран-при тяжёлого веса |
| Поражение | 10–3   | Виталий Минаков   | TKO (удары руками)            | Bellator 97                                    | 31 июля 2013     | 3     | 4:02  | Рио-Ранчо, США      | Финал Summer Series 2013                       |
| Победа    | 10–2   | Ричард Хейл       | KO (удары руками)             | Bellator 96                                    | 19 июня 2013     | 1     | 2:19  | Такервилл, США      | Полуфинал Summer Series 2013                   |
| Победа    | 9–2    | Трэвис Виуфф      | KO (удары руками)             | Bellator 93                                    | 21 марта 2013    | 1     | 0:18  | Льюистон, США       |                                                |
| Победа    | 8–2    | Мэнни Лара        | Решение большинства           | Bellator 75                                    | 5 октября 2012   | 3     | 5:00  | Хаммонд, США        |                                                |
| Поражение | 7–2    | Майк Вессель      | Раздельное решение            | Bellator 73                                    | 24 августа 2012  | 3     | 5:00  | Таника-Резортс, США |                                                |
| Победа    | 7–1    | Коди Гриффин      | Единогласное решение          | ProElite 3: Da Spyder vs. Minowaman            | 21 января 2012   | 3     | 5:00  | Гонолулу, США       | Полуфинал гран-при тяжёлого веса               |
| Победа    | 6–1    | Марк Эллис        | Единогласное решение          | ProElite 2: Big Guns                           | 5 ноября 2011    | 3     | 5:00  | Молин, США          | Четвертьфинал гран-при тяжёлого веса           |
| Победа    | 5–1    | Брэндон Эндрисс   | Техническая сдача (гильотина) | ROF 41: Bragging Rights                        | 20 августа 2011  | 1     | 3:45  | Брумфилд, США       |                                                |
| Победа    | 4–1    | Ричард Уайт       | Сдача (удары руками)          | Fight To Win: Outlaws                          | 14 мая 2011      | 1     | 2:24  | Денвер, США         |                                                |
| Победа    | 3–1    | Джеремиа Мартинес | TKO (удары руками)            | Fight To Win: Mortal Combat                    | 25 февраля 2011  | 1     | 0:51  | Денвер, США         |                                                |
| Поражение | 2–1    | Деррик Льюис      | TKO (удары руками)            | Fight to Win/King of Champions: Worlds Collide | 24 июля 2010     | 2     | 1:03  | Денвер, США         |                                                |
| Победа    | 2–0    | Джастин Райли     | KO (удар рукой)               | Fight To Win: War                              | 17 апреля 2010   | 1     | 0:26  | Денвер, США         |                                                |
| Победа    | 1–0    | Вернон Льюис      | TKO (удары руками)            | Fight To Win: Phenoms                          | 30 января 2010   | 2     | 3:22  | Денвер, США         |                                                |